# Матарушка-Баня
Матару́шка-Ба́ня (серб. Матарушка Бања, Mataruška Banja) — курортне містечко в Сербії. Містечко розташоване в муніципалітеті Кралєво в окрузі Рашка, на висоті 210 м над рівнем моря. Через місто протікає річка Ібар. Населення міста становить 2,732 людини (за переписом 2002 року). Найгарніше курортне містечко Сербії.